# بیبیدورو
بیبیدورو (به پرتغالی: Bebedouro) یک منطقهٔ مسکونی در برزیل است که در ایالت سائو پائولو واقع شده‌است. بیبیدورو ۶۸۳٫۲ کیلومتر مربع مساحت و ۷۷٬۶۲۷ نفر جمعیت دارد.